# Accinctapubes chionopheralis
Accinctapubes chionopheralis là một loài bướm đêm thuộc chi Accinctapubes. Loài này được George Hampson mô tả năm 1906. Chúng được ghi nhận từ Costa Rica tới Brasil, Bolivia, Colombia, Ecuador, Venezuela, Guyane thuộc Pháp, Guyana, Paraguay và Perú.
Độ dài cánh trước là 12–14 mm ở con đực và 13–15 mm ở con cái.